# 泰孔德羅加 (紐約州普查規定居民點)
泰孔德羅加（英語：Ticonderoga）是位於美國紐約州艾塞克斯縣的普查規定居民點。

## 人口
根據2020年美國人口普查的數據，泰孔德羅加的面積為11.27平方千米，當中陸地面積為11.07平方千米，而水域面積為0.20平方千米。當地共有人口3250人，而人口密度為每平方千米288.38人。